# Samedan
Samedan (föråldrad tysk stavning Samaden) är en ort och kommun i regionen Maloja i kantonen Graubünden, Schweiz. Kommunen har 2 913 invånare (2023). Den ligger ungefär mitt i dalgången Oberengadin (Engiadin'Ota), där den är administrativt och kulturellt centrum. Den är även en järnvägsknut på Rhätische Bahn och har en flygplats, Engadin Airport.
Vad gäller befolkning och ekonomisk betydelse blev Samedan dock redan runt sekelskiftet 1900 överflyglad av Sankt Moritz en halvmil längre åt sydväst.

## Språk
Det traditionella språket är den dialekt av rätoromanska som kallas puter, men under 1800-talet började tyska språket vinna insteg, och redan 1880 var över halva befolkningen tyskspråkig. Antalet invånare med detta modersmål har visserligen ökat ända fram till 1980, men andelen har fortsatt minska, som en följd av stor inflyttning. Vid folkräkningen 2000 hade endast var sjätte invånare rätoromanska som modersmål, medan var sjunde hade italienska och sex av tio hade tyska som modersmål. Skolundervisningen sker på både tyska och rätoromanska enligt språkbadsmodellen.

## Religion
Kyrkan blev reformert 1551. Som en följd av den stora inflyttningen är dock uppemot hälften av befolkningen numera katoliker, och de har sedan 1911 en egen kyrka.